# Saga (Kino)

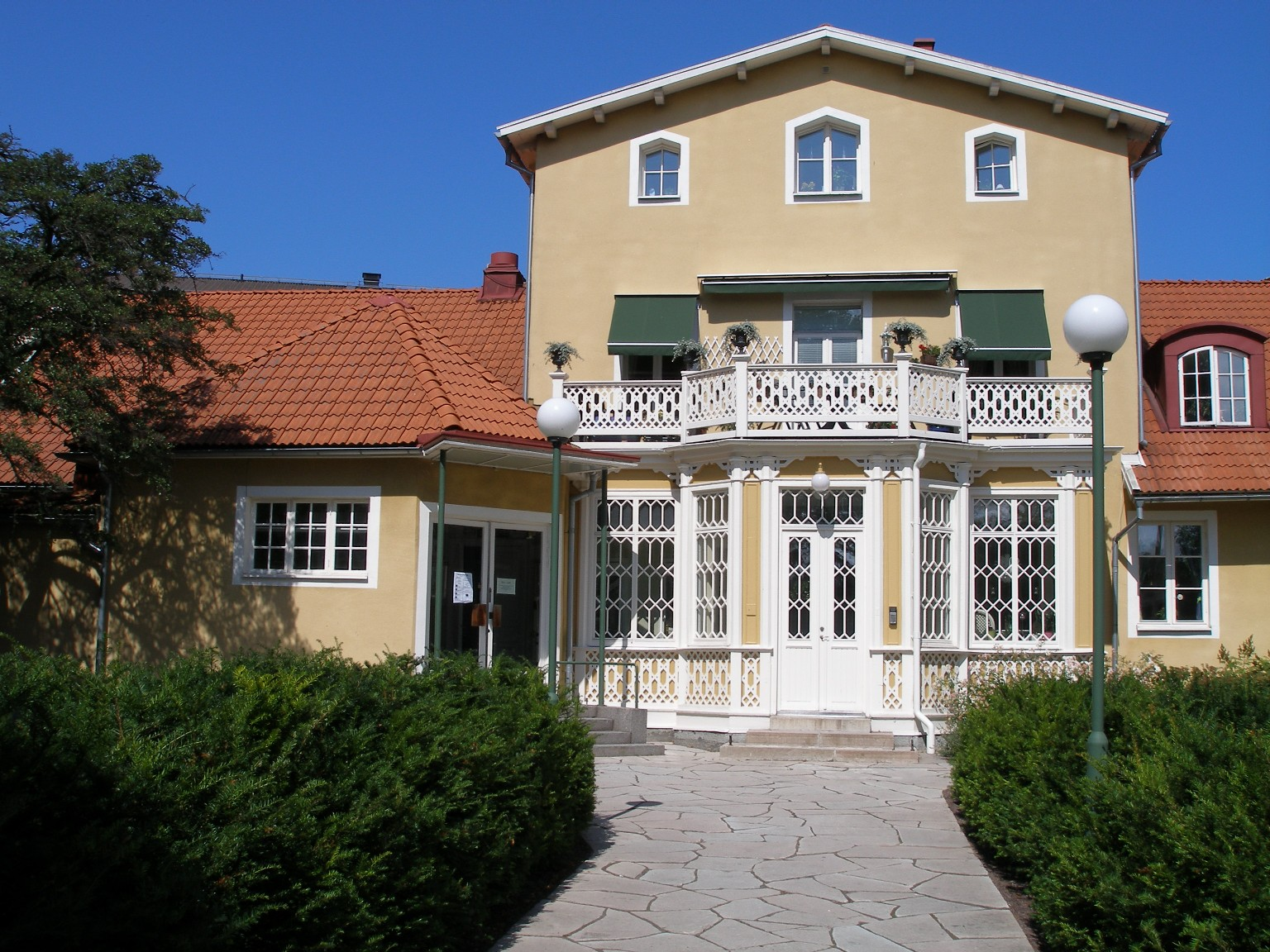
Saga-Kino in Kalmar

Das Saga in Kalmar ist das älteste Kino in Schweden, welches fortwährend in Betrieb ist. Das 1906 eröffnete Lichtspielhaus liegt in der Södra vägen 12 nördlich der Altstadt im Stadtteil Malmen, wo es in einem hölzernen Gartenhaus aus dem 19. Jahrhundert untergebracht ist. Der einzige Vorführsaal des Kinos umfasst 173 Sitzplätze. Der heutige Eigner, die regionale Versicherungsgesellschaft Länsförsikringar Kalmar, hat das Haus an die Kalmarbiografer HB verpachtet.

## Geschichte
Auf Initiative der beiden Herren Björkman und Nylander von der Handelsgesellschaft Kristianstads Biografteater, einem Vorläufer der Svensk Filmindustri, wurde das Filmtheater am 12. Februar 1906 eröffnet. In den ersten fünf Jahren seines Bestehens hieß es noch Biografteatern Göta und bot 90 Zuschauern Platz. Im Zuge eines Besitzerwechsels im Jahr 1911 wurde das Kino in Biorama umgetauft und auf 360 Plätze erweitert. 1939 gaben nach Renovierungsarbeiten, bei denen neue Wandmalereien, breitere Bestuhlung und neue Beleuchtung beigesteuert wurden, dem Kino ein neues Gewand. Gleichzeitig sollte das Kino mit Neonleuchtreklame modern beworben werden, doch der Begriff Biorama erwies sich als zu lang für das Schild. So wurde mit dem Begriff Saga schließlich ein kürzerer Name gefunden, der damals unter schwedischen Kinos weite Verbreitung fand. In den Jahren 1983 und 1997/98 wurde das Haus abermals renoviert, wodurch die alten Wandmalereien von Edward Hald und Vicke Lindstrand zum Vorschein gebracht wurden.